# Caio Sertório Broco Quinto Serveu Inocente
Caio Sertório Broco Quinto Serveu Inocente (em latim: Gaius Sertorius Brocchus Quintus Servaeus Innocens), geralmente chamado apenas de Quinto Serveu Inocente, foi um político e militar romano nomeado cônsul sufecto para o nundínio de abril a maio de 101 com Marco Mécio Céler. Depois do consulado, foi nomeado procônsul da Ásia entre 117 e 118.